# 星野太郎
星野 太郎（ほしの たろう、明治3年10月19日（1870年11月12日） - 昭和8年（1933年）11月25日）は、日本の商学者、教育者。東京商科大学（現一橋大学）商学専門部教授として簿記論や商品学を講じた。

## 人物・経歴
駿河国（現静岡県）で旧幕臣星野鉄太郎（のちに初代静岡市長）の長男として生まれる。東京高等商業学校（現一橋大学）卒業後、1904年同校教授に就任。下野直太郎、鹿野清次郎らと簿記・商品学を講じた。同僚の志田鉀太郎、下野直太郎、關一、佐野善作、村瀬春雄、坂本陶一、石川文吾、瀧本美夫、横井時冬らとともに明治大学商学部設立にも尽力し、1904年に明治大学商学部が設立されると商品学講師に就任。1920年に東京高等商業学校が旧制東京商科大学に改組されると、同大学付属商学専門部教授や予科教授、同大学付属商業教員養成所主事を務めたが、在任中の1933年に死去した。

## 栄典
- 1924年（大正13年）3月29日 - 従四位[9]
- 1933年（昭和8年）11月27日 - 従三位[10]

## 著書
- 『商品學 卷之1』明治大學出版部 [明治大學三十九年度商學科第一學年講義録]
- 『商品學 卷之2』明治大學出版部 [明治大學三十九年度商學科第一學年講義録]
- 『高等小学商業科教授用書 上』（鹿野清次郎と共著）大倉書店 1905
- 『國定教科書に於ける商業事項講義』元元堂書房 1906
- 『取引所』早稲田大学出版部 1906 (早稲田商業講義 ; 明治39年度第2学年)
- 『商業史簿記』（山内正瞭と共著）中央大学 1908
- 『商業簿記』（森富治郎と共著）三友書院 1909
- 『重要商品学』大倉書店 1912
- 『小學校商業科講義録』（石川文吉と共著）學海指針社 1912
- 『商業用諸式雛形 : 小学校商業科講義録附録 』（石川文吉と共著）學海指針社 1912
- 『商事要項』（瀬谷佐次郎と共著） 博育堂 1914
- 『最新小學商業簿記』（稻葉鶴次と共著）弘道 1915
- 『商品学講義要領』明治大學出版部 1922
- 『実践商業簿記 上巻』（佐藤仁寿と共著）冨山房 1924
- 『最新商品学』暸文堂 1925
- 『新撰商品学』暸文堂 1931
- 『高等小學商業書 上』（田中滿三と共著） 彰文 1931